# Aeroporti in Ucraina

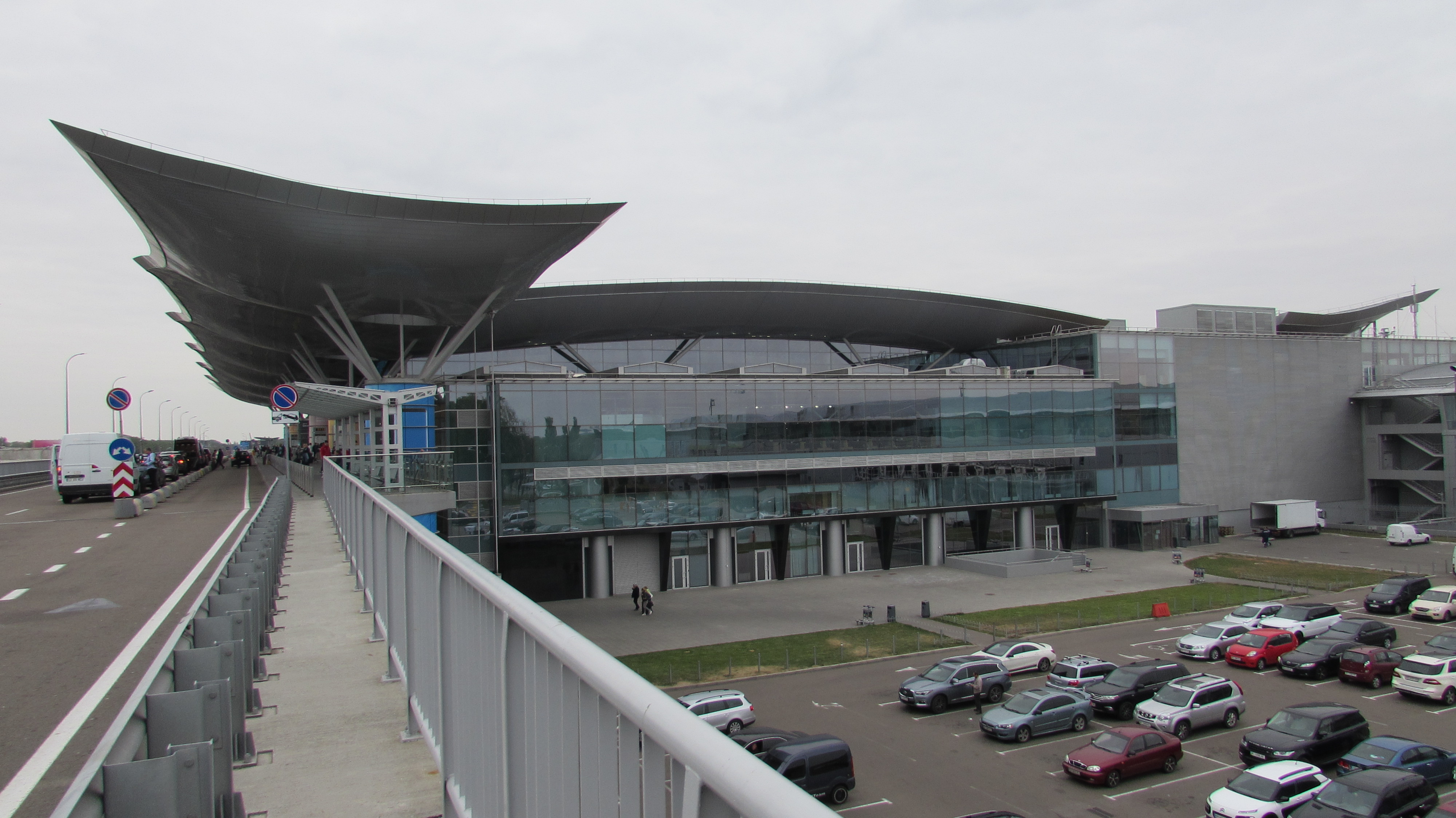
L'aeroporto di Kiev-Boryspil'.

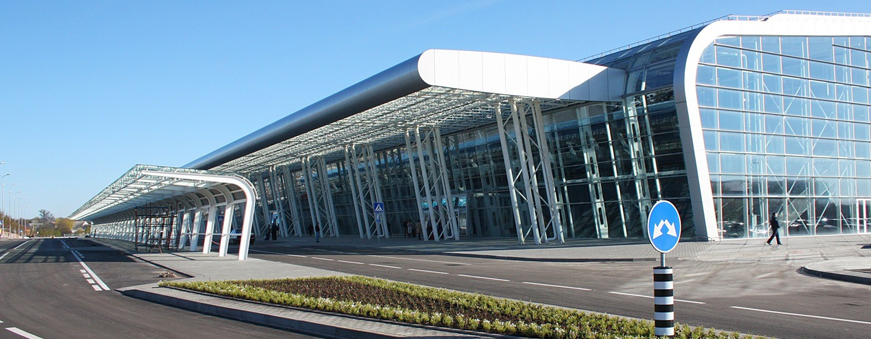
L'aeroporto di Leopoli.

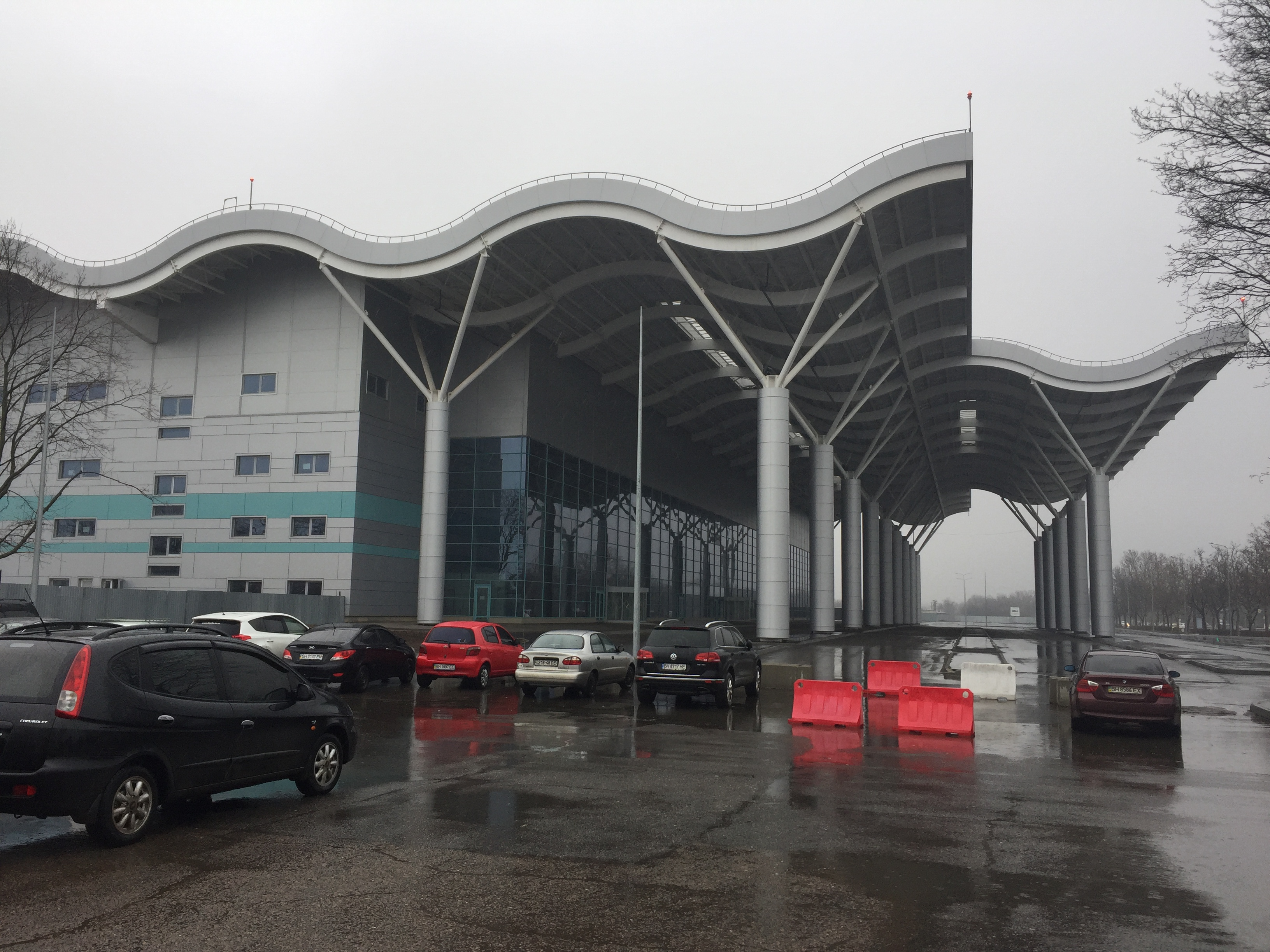
L'aeroporto di Odessa.

La seguente è una lista di aeroporti in Ucraina. In grassetto sono indicati gli aeroporti con voli di linea.

## Lista degli aeroporti

### Aeroporti civili
| Nome                                         | Città            | Oblast'          | ICAO | IATA |
| -------------------------------------------- | ---------------- | ---------------- | ---- | ---- |
| Aeroporto di Kiev-Boryspil'                  | Kiev             | Kiev             | UKBB | KBP  |
| Aeroporto di Čerkasy                         | Čerkasy          | Čerkasy          | UKKE | CKC  |
| Aeroporto di Černivci                        | Černivci         | Černihiv         | UKLN | CWC  |
| Aeroporto internazionale di Dnipro           | Dnipro           | Dnipropetrovs'k  | UKDD | DNK  |
| Aeroporto Internazionale di Ivano-Frankivs'k | Ivano-Frankivs'k | Ivano-Frankivs'k | UKLI | IFO  |
| Aeroporto di Charkiv                         | Charkiv          | Charkiv          | UKHH | HRK  |
| Aeroporto di Cherson                         | Cherson          | Cherson          | UKOH | KHE  |
| Aeroporto di Kiev-Žuljany                    | Kiev             | -                | UKKK | IEV  |
| Aeroporto internazionale di Kryvyj Rih       | Kryvyj Rih       | Dnipropetrovs'k  | UKDR | KWG  |
| Aeroporto di Leopoli                         | Leopoli          | Leopoli          | UKLL | LWO  |
| Aeroporto Internazionale di Odessa           | Odessa           | Odessa           | UKOO | ODS  |
| Aeroporto internazionale di Rivne            | Rivne            | Rivne            | UKLR | RWN  |
| Aeroporto di Sumy                            | Sumy             | Sumy             | UKHS | UMY  |
| Aeroporto di Ternopil'                       | Ternopil'        | Ternopil'        | UKLT | TNL  |
| Aeroporto di Užhorod                         | Užhorod          | Transcarpazia    | UKLU | UDJ  |
| Aeroporto di Vinnycja                        | Vinnycja         | Vinnycja         | UKWW | VIN  |
| Aeroporto Internazionale di Zaporižžja       | Zaporižžja       | Zaporižžja       | UKDE | OZH  |

### Aeroporti civili senza certificazione dell'ente di aviazione civile
| Nome                                 | Città     | Oblast'  | ICAO | IATA |
| ------------------------------------ | --------- | -------- | ---- | ---- |
| Aeroporto di Mariupol'               | Mariupol' | Donec'k  | UKCM | MPW  |
| Aeroporto Internazionale di Mykolaïv | Mykolaïv  | Mykolaïv | UKON | NLV  |

### Aeroporti distrutti o occupati durante la crisi russo-ucraina

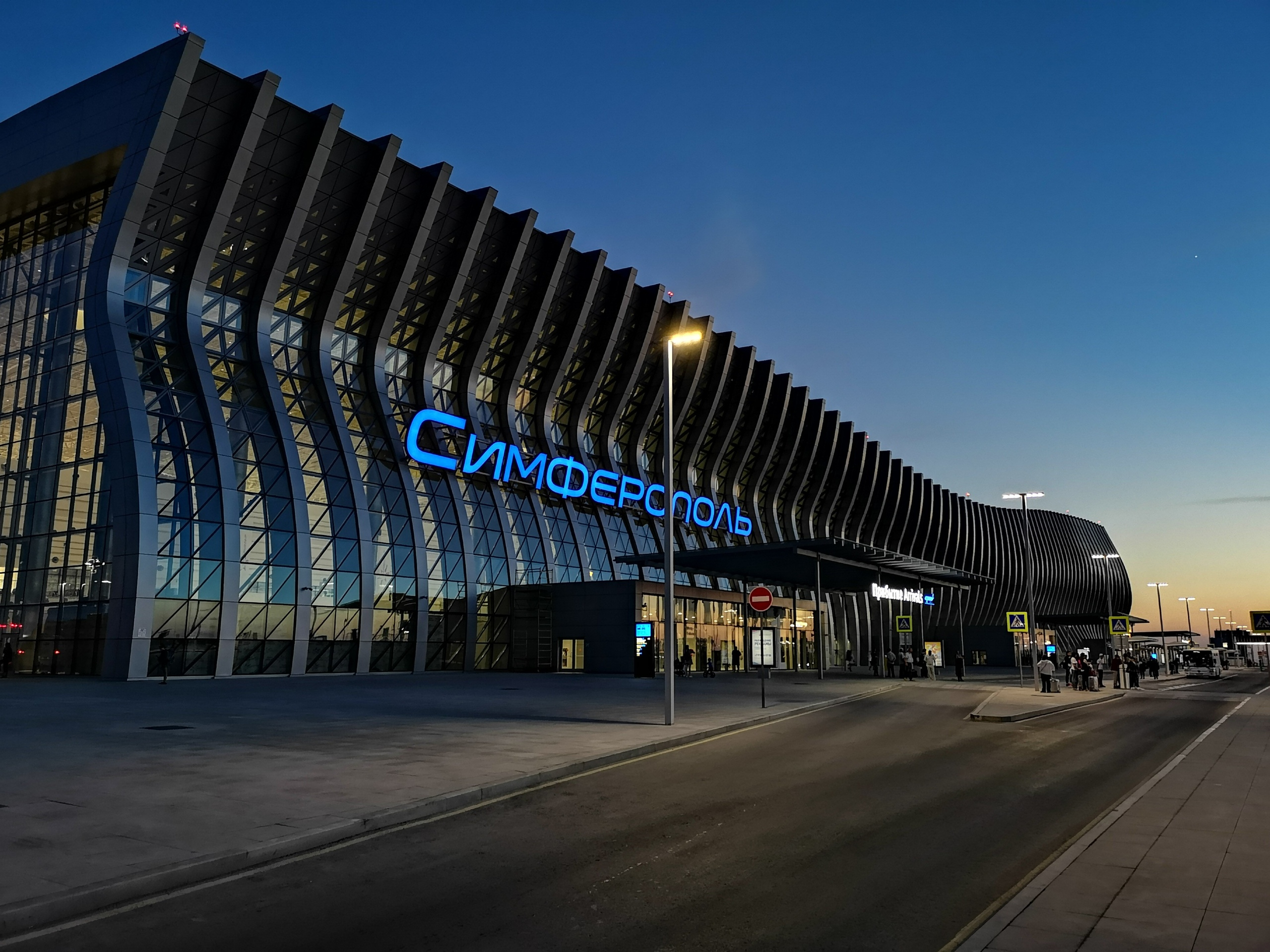
L'aeroporto di Sinferopoli nel 2018.

| Nome                                    | Città       | Oblast'  | ICAO | IATA |
| --------------------------------------- | ----------- | -------- | ---- | ---- |
| Aeroporto di Donec'k                    | Donec'k     | Donec'k  | UKCC | DOK  |
| Aeroporto di Luhans'k                   | Luhans'k    | Luhans'k | UKCW | VSG  |
| Aeroporto Internazionale di Sinferopoli | Sinferopoli | Crimea   | UKFF | SIP  |
| Aeroporto Internazionale di Sebastopoli | Sebastopoli | Crimea   | UKFB | UKS  |
| Aeroporto di Kerč'                      | Kerč'       | Crimea   | URFK | KHC  |

### Altri aeroporti civili

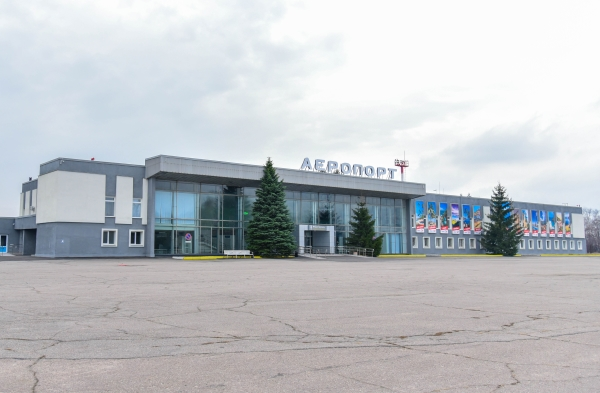
L'aeroporto di Poltava.

| Nome                         | Città           | Oblast'       | ICAO | IATA |
| ---------------------------- | --------------- | ------------- | ---- | ---- |
| Aeroporto di Berdjans'k      | Berdjans'k      | Zaporižžja    | UKDB | ERD  |
| Aeroporto di Chmel'nyc'kyj   | Chmel'nyc'kyj   | Chmel'nyc'kyj | UKLH | HMJ  |
| Aeroporto di Kropyvnyc'kyj   | Kropyvnyc'kyj   | Kirovohrad    | UKKG | KGO  |
| Aeroporto di Hostomel'       | Hostomel'       | Kiev          | UKKM | GML  |
| Aeroporto di Poltava         | Poltava         | Poltava       | UKHP | PLV  |
| Aeroporto di Sjevjerodonec'k | Sjevjerodonec'k | Luhans'k      | UKCS | SEV  |